# Gorals
De gorals (Naemorhedus) zijn een geslacht van zoogdieren uit de  familie van de holhoornigen (Bovidae). De wetenschappelijke naam van het geslacht werd in 1827 gepubliceerd door Charles Hamilton Smith. Het zijn kleine hoefdieren met een geit- en antilope-achtig uiterlijk.

## Kenmerken
Gorals worden gemiddeld 25-40 kg zwaar en 80-130 cm lang.

## Leefwijze
Gorals zijn uitmuntende klimmers, die op steile rotsen leven. Hun voedsel bestaat uit gras, bladeren, takken en vruchten.

## Verspreiding en leefgebied
Gorals worden vooral gevonden op rotshellingen. Ondanks het gebied van de gorals soms overloopt met die van de bosgemzen, zijn gorals veel vaker op hoger gelegen gebieden te vinden, waar minder vegetatie is.

## Soorten
Het geslacht bevat volgende soorten:
- Naemorhedus baileyi – Rode goral
- Naemorhedus caudatus – Langstaartgoral
- Naemorhedus cranbrooki
- Naemorhedus evansi
- Naemorhedus goral – Himalayagoral
- Naemorhedus griseus – Chinese goral